# L'Arc-en-Ciel
Pour les articles homonymes, voir Arc-en-ciel (homonymie).
L'Arc～en～Ciel (ラルク アン シエル, raruku an shieru) est un groupe de rock alternatif japonais, originaire d'Osaka. Aussi appelé Laruku (ラルク, raruku, prononciation japonaise abrégée de L'Arc-en-Ciel), il est initialement à tendance visual kei, et est l'un des groupes les plus influents de la scène musicale japonaise.
Le groupe est créé en 1991 par Tetsu. Il est composé de Tetsu (basse), Hyde (chant), Ken (guitare) et Yukihiro (batterie). L'utilisation de plusieurs des titres phares du groupe dans des génériques de divers animes, tels que Blurry Eyes générique de DNA², Driver's High 1er générique d'ouverture de Great Teacher Onizuka, Ready Steady Go, second générique d'ouverture de Fullmetal Alchemist ou plus récemment Daybreak's Bell, 1er générique d'ouverture de Mobile Suit Gundam 00 ont assuré leur notoriété au-delà de leur continent.

## Biographie

### Débuts (1991–1996)
L'Arc-en-Ciel, dérivé du mot en français, est formé en février 1991 à Osaka par Tetsu. Il convainc rapidement Hyde de le rejoindre, lui, Hiro et Pero. D'emblée, le groupe rencontre beaucoup de succès, et ses concerts dans les live houses rassemblent de plus en plus de fans. Hiro quitte le groupe six mois après seulement, et est remplacé par Ken, ami d'enfance du Tetsu. La formation atteint sa première assise stable lors du départ de Pero et de son remplacement par Sakura en janvier 1993. Sort alors un premier album cette même année, le 27 janvier, DUNE, qui arrive rapidement en tête des ventes indies. Après avoir signé dans une branche de Sony Records, L'Arc-en-Ciel sort en juillet 1994 son deuxième album, Tierra, qui rencontre également un vif succès auprès du public,.
1995 est l'année d'une première tournée de concerts à travers le Japon. En septembre naît le troisième album du groupe très connu, Heavenly, qui donne lieu à son tour à une tournée, Heavenly Tour 95, dont le dernier concert est un succès tel que la totalité des billets sont vendus en l'espace de 28 minutes. L'année suivante, le groupe fait une grande tournée de 25 dates à travers le Japon et sort le 24 décembre son quatrième album, True, qui se vendra à plus d'un million d'exemplaires. Cependant, le succès n'est que de courte durée.

### Départ de Sakura (1997)
1997 est une année mouvementée pour Laruku. Sakura est arrêté pour détention et consommation d'héroïne. Il quitte officiellement le groupe le 4 octobre 1997, et est remplacé au pied levé par Yukihiro. Il s'agit du point le plus sombre dans l'histoire du groupe ; alors que les médias annoncent l'histoire, les albums du groupe sont retirés des grandes surfaces. Leur morceau The Fourth Avenue Cafe, est retiré du générique de fin de l'anime Rurouni Kenshin après quatre épisodes. D'ailleurs, la sortie du single The Fourth Avenue Cafe sera repoussée. jusqu'en 2006.
Dans les mois qui suivent, le groupe apparait en trio en couverture des magazines. Les membres forment The Zombies, qui est médiatisé comme un « groupe copie ». Ils reprennent aussi le morceau Irresponsible Hate Anthem de Marilyn Manson. Le 23 décembre, le groupe donne son premier concert au Tokyo Dome, Reincarnation, qui bat tous les records de rapidité de vente, puisque 56 000 billets sont vendus en seulement quatre minutes.

### Succès et pause (1998–2003)
Yukihiro est titularisé au début de 1998. Le single Winter Fall est publié en début d'année et atteint l'Oricon,. Le 25 février sort le cinquième album du groupe, Heart. En mai, le groupe entame sa première tournée gigantesque, Heart ni hi wo tsukero! - Light My Fire!, avec 56 concerts dans 47 villes.
Fait rare, en 1999 le groupe sort simultanément deux albums : Ark et Ray, qui monopolisent les deux premières places des charts japonais pendant plusieurs semaines. S'ensuit une tournée de 12 concerts, le Grand Cross Conclusion, rassemblant 650 000 personnes. Il s'agit du point culminant dans l'histoire du groupe,.
Juin 2000 voit la sortie du huitième album, Real. La même année, Hyde produit tomarunner VS laruku, deuxième volet du jeu vidéo Tomarunner sur PSX, un jeu de course dans lequel on peut incarner les membres du groupe, et en entendre quelques tubes. En 2001, L'Arc-en-Ciel sort un CD compilation de ses meilleurs singles avec un inédit, Anemone.
Les membres du groupe composent ensuite le générique de fin du film Final Fantasy (Spirit Dream Inside) puis se consacrent chacun à leur carrière solo. Aucune séparation n'est annoncée mais les fans s'inquiètent. Leur retour est annoncé peu après, avec Seven Days in Shibuya, une série de sept concerts à Shibuya en 2003.

### Retour et quinze ans (2004–2007)
Le 31 mars 2004 sort SMILE, leur neuvième album. Le groupe revient sur le devant de la scène en créant aussi le deuxième générique d'ouverture (opening) de l'anime Fullmetal Alchemist (Ready Steady Go). Le 31 juillet, a lieu un concert aux États-Unis, Baltimore, Maryland (pour l'Otakon) devant près de 12 000 spectateurs.
En 2005 sortent Link, le générique d'ouverture et Lost Heaven le générique de fin du film Fullmetal Alchemist: Conqueror of Shamballa. En juin 2005, sort leur dixième album, Awake. En juillet 2005 sort le jeu musical Osu! Tatakae! Ōendan dont le dernier niveau se déroule sur la chanson READY STEADY GO (tetsu READY). Après une grosse tournée en août au Japon, en Chine et en Corée du Sud, les membres du groupe se consacrent de nouveau à leur carrière solo pour l'année 2006. Le J-Pop Café de Shibuya, qui met en place des évènements sur des groupes japonais, s'est entièrement consacré au groupe à l'été 2006, pour les 15 ans de Laruku. Comme la tradition du lieu l'exige, L'ARCAFE propose des menus composés par les membres du groupe, et les noms des chansons se mêlent alors au menu, comme le Killing Tea.
À l'occasion des 15 ans du groupe, deux concerts évènements sont organisés les 25 et 26 novembre 2006 au Tokyo Dome. Les fans ont pu donner leur avis lors d'un sondage sur le site web du groupe avant le concert. Le concert se déroule comme un voyage temporel retraçant les moments phares des 15 ans de carrière de L'Arc-en-Ciel. Le concert est diffusé quelques semaines plus tard sur la chaine privée WOWOW, et retransmis en partie dans 25 pays différents, avant de sortir en DVD. Une nouvelle chanson Bye, Bye y est interprétée. Et enfin, de multiples annonces sont faites à la fin du concert dont la sortie du DVD CHRONICLE 0 -ZERO- regroupant certains clips du groupe encore difficiles à trouver (en bonne qualité du moins) ; et la sortie du coffret 'Five Live Archives regroupant cinq DVD live inédits du groupe.
En avril 2007, une nouvelle chanson du nom de Shine est interprétée par le groupe comme bande originale de l'anime Seirei no Moribito. Le groupe reprend officiellement en mai 2007 avec la sortie, le 30 du mois, du single Seventh Heaven, qui atteint l'Oricon. Un autre single, My Heart Draws a Dream, utilisé dans une publicité pour Subaru, est publié le 29 août 2007, et atteint aussi l'Oricon. S'ensuit une tournée nationale à l'été 2007, baptisée Mata Heart ni hi wo tsukero! - Light My Fire Again!, pour faire la promotion de leur onzième album, Kiss, sorti par la suite en décembre 2007. Une seconde tournée est organisée pour le même album à l'hiver 2007-2008, Theater of Kiss, série de concerts dans les plus grandes villes du Japon, autour du thème d'Alice au pays des merveilles.
Le 2 avril 2008 sort le single Drink it Down, thème principal du jeu vidéo Devil May Cry 4 sur Xbox 360 et PlayStation 3. Il est publié comme single le 2 avril 2008, et atteint la pôle posiiton de l'Oricon. Ils entament la tournée TOUR 2008 L' 7 ~Trans ASIA via PARIS~ de 10 dates (19 avril 2008 au 8 juin 2008) ; comme son nom l'indique ils passeront au Zénith de Paris le 9 mai 2008, pour leur premier live en Europe. Un concert peu médiatisé mais qui remporte un franc succès avec le déplacement de fans du monde entier. Un DVD du concert au Zénith dans son intégralité devrait voir le jour au printemps prochain.

### Nouvelle pause (2009–2010)
À la suite de cette tournée, le groupe annonce une pause de trois ans, permettant à chacun de se consacrer à sa carrière solo, notamment Hyde avec son nouveau projet parallèle, VAMPS. Le groupe prévoit de se retrouver en 2011, pour leur 20 ans de carrière. Tetsu n'est pas en reste ; son album Suite November sorti en 2004 continue à marcher très fort. Ken est le leader du groupe Sons of All Pussys qu'il a cofondé avec Sakura, un ancien membre de L'Arc-en-Ciel (le premier batteur). Yukihiro quant à lui, prête sa voix au groupe Acid Android, dont il est le leader. L'Arc-en-Ciel n'en reste pas moins actif, et sort le 27 août 2008 un nouveau double single Nexus 4/ Shine, ainsi que le DVD de la tournée Theater of Kiss. Par ailleurs, un photobook retraçant leur séjour à Paris pendant la tournée L'7 est prévu pour la rentrée 2008, et un DVD de la tournée courant 2009.
Le 10 mars 2010, L'Arc-en-Ciel sort sa cinquième compilation intitulée Quadrinity: Member's Best Selections. Il comprend quatre CD dont sept choisi par les membres. La première édition presse du DVD comprend un quiz show intitulé The L'Arquiz.

### Tournée mondiale (2011–2013)
Après leur pause, ils reviennent le 1er janvier 2011 pour un concert au Makuhari Messe. Le 16 février 2011, ils publient la compilation Twenity. L'album se compose de trois parties : Twenity 1991-1996, Twenity 1997-1999, et Twenity 2000-2010. Un coffret intitulé Twenity Box est par la suite publié le 9 mars 2011. Des dates en Asie et en Europe sont annoncées peu après, pour le printemps 2012. Puis, L'Arc-en-Ciel enregistre le générique de Fullmetal Alchemist the Movie: The Sacred Star of Milos, intitulé Good Luck My Way. Il s'agit de leur quatrième contribution à la franchise Fullmetal Alchemist. Le groupe est aussi choisi pour composer le générique du film WILD 7 qui sortira le 21 décembre au Japon. Ils organisent ensuite une tournée spéciale pour leur 20e anniversaire et sortent trois singles, Good Luck My Way au printemps, puis X X X et Chase en fin d'année.
Toujours en 2012 sort le douzième album du groupe, intitulé Butterfly, qui se classe numéro 1 du Top Oricon, et est suivi d'une tournée mondiale passant par de nombreux pays sur tous les continents. La tournée mondiale du groupe les fait passer à Hong Kong le 3 mars, Bangkok le 7 mars, Shanghaï le 10 mars, Taipei le 17 mars, New York le 25 mars, Londres le 11 avril, Paris le 14 avril, Singapour le 28 avril, Jakarta le 2 mai, Séoul le 5 mai, Yokohama les 12–13 mai, Osaka les 19–20 mai, Tokyo les 26–27 mai, et Honolulu les 31 mai et 1er juin. Leur venue à New York est à l'origine programmée au Theater de Madison Square Garden le 23 mars, mais est plus tard repoussée dans l'arène principale, ce qui fait de L'Arc-en-Ciel le premier groupe japonais à y jouer. Ils concluent leur tournée avec deux nuits à Honolulu, Hawaï, le 31 mai et le 1er juin, la dernière nuit se jouant uniquement devant des fans. Pendant la première journée, le maire de Honolulu, Peter Carlisle, fait une apparition surprise et déclare le 31 mai « journée de L’Arc~en~Ciel ».
Après le succès de la tournée le groupe ralentit ses activités, passant à un rythme d'environ un grand concert événement et un single par an depuis 2014

### Retour au Japon (depuis 2014)
Les 21 et 22 mars 2014, le groupe joue un concert de deux jours au National Stadium de Tokyo. Leur single EVERLASTING paraît en août 2014.
En juin 2015, le groupe annonce un autre concert sous le nom de L'ArCasino, au Umeshima Outdoor Special Stage, Osaka, les 21 et 22 septembre. Ils jouent un single spécial Noël intitulé Wing's Flap. Le clip de la chanson comprend plusieurs références à la vidéo de la chanson Dune du groupe, sortie en 1993. Les 8 et 9 avril 2017 le groupe fête ses 25 ans avec deux concerts événement à Tokyo, ils jouent durant ces concerts leur single Don't Be Afraid sorti en décembre 2016. En décembre 2018 le groupe tient deux concerts de Noël, sous le nom L'ArChristmas.
En 2019, le groupe annonce une tournée pour 2020, puis en décembre sont postés toute leur discographie et leurs clips (hors période indie) sur leur chaîne Youtube, ouverte depuis 2011 mais qui ne comportait jusqu'alors qu'une seule vidéo promotionnelle. Le groupe se lance au début de 2020 dans le MMXX ARENA TOUR, une tournée japonaise se déroulant du 9 janvier au 5 mars 2020. Les dernières dates de la tournée (28,29 février et 4,5 mars 2020) sont annulées en raison de l'épidémie de Covid-19. Le groupe effectue alors des "livetweet" des setlists des dates annulées sur leur compte Twitter; de cette façon, ils peuvent interagir avec leurs fans comme si le concert avait réellement lieu.
En mars 2021, le groupe annonce une collaboration avec la chaîne WOWOW, qui diffusera d'anciens lives sur leurs chaîne, dont des concerts rares ou non disponibles en DVD. Le 28 mai lors d'un live Youtube est diffusé un court extrait d'un nouveau single: Mirai. Le clip est diffusé en direct sur Youtube un mois plus tard, le 1er juillet. Le concert 30th: L'APPY BIRTHDAY!, fêtant le trentième anniversaire du groupe, a lieu les 29 et 30 mai à Makuhari Messe, devant 20 000 personnes, restrictions sanitaires oblige. Un second single, Forever, est dévoilé le 8 août. L'édition physique collector du single Mirai paraît le 25 août. L'Arc-en-Ciel poursuivra les festivités de leur trentième anniversaire avec une tournée japonaise, 30th L'Anniversary Tour, qui commencera en septembre 2021.
En 2023 paraît une édition remasterisée du premier album, Dune, pour fêter ses 30 ans. Pour l'occasion les clip vidéos de l'époque indie du groupe sont publiés sur YouTube. Le groupe se lance dans la tournée Underground en 2024, durant laquelle ils privilégient dans la setlist des chansons moins jouées que leurs tubes habituels. Un nouveau single, You Gotta Run, paraît en octobre 2024.

## Membres
- Tetsuya Ogawa (Tetsu) - basse, chœurs (depuis 1991)
- Hideto Takarai (Hyde) - chant (depuis 1991)
- Ken Kitamura - Guitare, chœurs (depuis 1991)
- Yukihiro Awaji - batterie (depuis 1997)

## Discographie

### Singles
- L'Arc-en-Ciel × P'unk~en~Ciel

## Vidéos[30]

### VHS
- L'Arc-en-Ciel (Distribution libre) [500-limité] (10 mars 1992)
- TOUCH OF DUNE [10,000-limité] (21 octobre 1993)
- Nemuri ni Yosete (L'envoyer à un sommeil) (1er juillet 1994)
- Siesta ~Film of Dreams~ (1er décembre 1994)
- and She Said (21 mai 1995)
- heavenly ~films~ (21 mars 1996)
- A PIECE OF REINCARNATION (22 avril 1998)
- Heart ni Hi wo Tsukero! (Incitez le cœur!) (23 décembre 1998)
- CHRONICLE (11 août 1999)
- 1999 GRAND CROSS CONCLUSION (1er décembre 1999)
- CHRONICLE 2 (28 mars 2001)
- CLUB CIRCUIT 2000 REALIVE -NO CUT- (20 juin 2001)

### DVD
- A PIECE OF REINCARNATION (11 août 1999)
- Heart ni Hi wo Tsukero! (Incitez le cœur!) (11 août 1999)
- CHRONICLE (11 août 1999)
- 1999 GRAND CROSS CONCLUSION (1er décembre 1999)
- CHRONICLE 2 (28 mars 2001)
- CLUB CIRCUIT 2000 REALIVE -NO CUT- (20 juin 2001)
- 7 (17 décembre 2003)
- LIVE IN U.S.A. ~at 1st Mariner Arena July 31, 2004~ (8 décembre 2004)
- SMILE TOUR 2004 ~Zenkoku Hen~ (~Édition de pays entière~) (1er juin 2005)
- AWAKE TOUR 2005 (14 décembre 2005)
- ASIALIVE 2005 (21 juin 2006)
- CHRONICLE 0-ZERO- (14 février 2007)
- FIVE LIVE ARCHIVES (4 avril 2007)
- 15th L'Anniversary Live (12 septembre 2007)
- CHRONICLE 3 (5 décembre 2007)
- Are you ready? 2007 Mata Heart ni Hi wo Tsukero! in OKINAWA
(Est-ce que vous êtes prêt? 2007 De plus, incitez le cœur! in OKINAWA) (2 avril 2008)
- TOUR 2007-2008 THEATER OF KISS (27 août 2008)
- CHRONICLE 4 (25 février 2009)
- DOCUMENTARY FILMS ~Trans ASIA via PARIS~ (25 mars 2009)
- LIVE IN PARIS (20 mai 2009)
- Quadrinity Member's Best Selection (3 mars 2010)
- TOUR 2008 L'7 ~Trans ASIA via PARIS~ (31 mars 2010)

DVD｢Re-PRICE SERIES｣
- Nemuri ni Yosete (17 décembre 2003)
- Siesta ~Film of Deams~ (17 décembre 2003)
- and She Said (17 décembre 2003)
- heavenly ~films~ (17 décembre 2003)
- A PIECE OF REINCARNATION (17 décembre 2003)
- Heart ni Hi wo Tsukero! (Incitez le cœur!) (17 décembre 2003)